# 上马墩街道
上马墩街道，是中华人民共和国江苏省无锡市梁溪区下辖的一个乡镇级行政单位。2021年10月20日，撤销广益街道、广瑞路街道、上马墩街道、江海街道，设立新的广益街道。

## 行政区划
上马墩街道下辖以下地区：
塔影二村社区、简新社区、塔影苑社区、春晖新村社区和靖海新村社区。